# Cervecería Primus
Cervecería Primus er et mexikansk bryggeri som befinder sig ved Barranca del Muerto i Mexico City. Bryggeriet er kendt for ølmærkerne, Tempus og Tempus Doble Malta.

## Links
- Cervecería Primus officielle hjemmeside Arkiveret 10. oktober 2008 hos  Wayback Machine